# Toby Hemenway
Toby Hemenway, né le 23 avril 1952  et décédé le 20 décembre 2016, est un universitaire américain, formateur et auteur d'ouvrages sur la permaculture et les questions écologiques. 

## Biographie
Diplômé en biologie de l'Université Tufts, Hemenway travaille pendant de nombreuses années en tant que chercheur en génétique et immunologie, dans des laboratoires académiques à Harvard et à  l'Université de Washington à Seattle, puis dans la société de biotechnologie Immunex.
Mécontent de l'orientation des biotechnologies, il effectue une reconversion vers la permaculture.  Durant dix ans, Hemenway et son épouse, Kiel, créent un site de permaculture rurale dans le sud de l'Oregon. Il est le rédacteur en chef de Permaculture Activist, une revue de conception écologique et de culture durable, de 1999 à 2004. En 2004, Il déménage à Portland où il enseigne à l'Université d'État de Portland et  développe l'agriculture urbaine, À partir de 2010, Hemenway et sa femme partagent leur temps entre Sebastopol en Californie et l'ouest du Montana.
Il est l'auteur du best-seller Gaia's Garden: A Guide to Home-Scale Permaculture dont la seconde édition fut lauréate Nautilus Gold Medal Award en 2011.
Toby Hemenway est décédé d'un cancer du pancréas en 2016. 

## Ouvrages principaux
- Gaia's Garden: A Guide to Home-Scale Permaculture (2001,  (ISBN 978-1890132521), seconde édition plus complète en 2009,
- The Permaculture City: Regenerative Design for Urban, Suburban, and Town Resilience (2015,  (ISBN 978-1603585262)[3],
- Le jardin de Gaïa : quand l'être humain se marie à la nature dans une relation gagnant-gagnant : regard subtil et expression d'une permaculture aboutie, traduction de Lysianne Rondeau, Marsac : Éditions Imagine un colibri, 2016[4]